# Quercus laceyi
Espèce

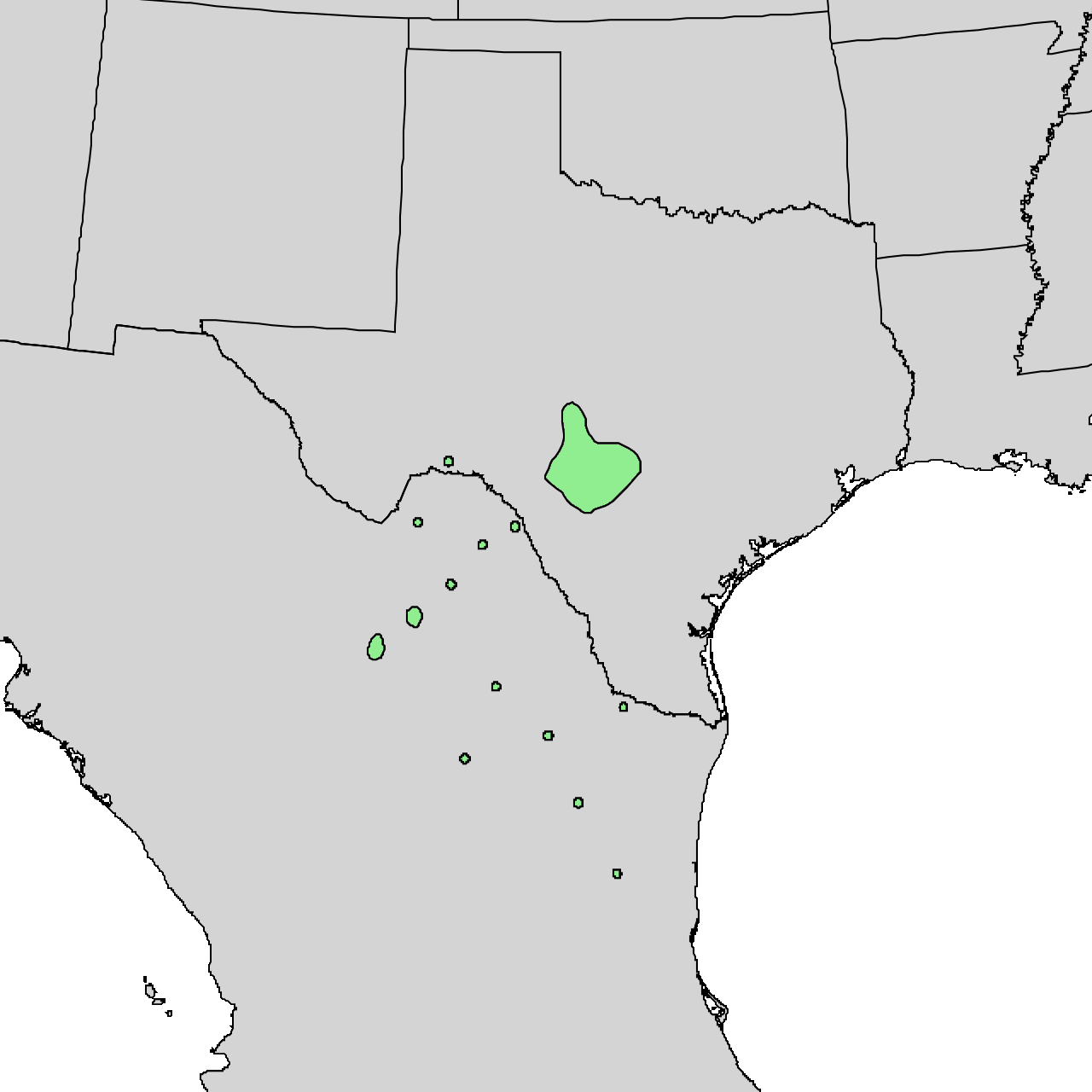

Le chêne de Lacey (Quercus laceyi) est un arbre à feuilles caduques de taille petite à moyenne qui est originaire du nord-est du Mexique et du Texas Hill Country (Texas). Il dépasse rarement plus de 11 m en hauteur et possède un tronc trapu. Ses feuilles bleu-vert sont oblongues et sans lobe; elles jaunissent ou brunissent en automne.